# Garelli Enduro 40
Die Garelli Enduro 40 war ein Mokick-Modell des italienischen Herstellers Garelli, das Ende der 1970er- und in den frühen 1980er-Jahre produziert wurde. Es war das Nachfolgemodell der Garelli Cross 40 und im Gegensatz zu dieser stärker an den Geländesport angelehnt. Die Enduro 40 wurde unter anderem über den Neckermann-Versand vertrieben. 

## Technik
Die Enduro 40 hatte einen luftgekühlten Garelli-Zweitaktmotor und je nach Ausführung vier (G4AK) oder fünf (G5AK) Gänge. Der  Motor hatte einen Aluminiumzylinder mit hartverchromter Zylinderlauffläche.
Der Antrieb erfolgte über eine Kette auf das Hinterrad. Sowohl vorn als auch hinten hatte die Enduro Trommelbremsen.

## Technische Daten
| Merkmal         | Garelli Enduro 40 (1980)                          |
| --------------- | ------------------------------------------------- |
| Motortyp        | Einzylinder-Zweitaktmotor, luftgekühlt            |
| Hubraum         | 49 cm³                                            |
| Leistung        | ca. 2,2 PS (1,6 kW) bei 5500/min                  |
| Getriebe        | 4-Gang- oder 5-Gang Fußschaltung (modellabhängig) |
| Antrieb         | Kettenantrieb                                     |
| Starter         | Kickstarter                                       |
| Bremsen vorne   | Trommelbremse                                     |
| Bremsen hinten  | Trommelbremse                                     |
| Radgröße vorne  | 2.50–19                                           |
| Radgröße hinten | 2.75–17                                           |
| Länge           | 1840 mm                                           |
| Breite          | 760 mm                                            |
| Höhe            | 1030 mm                                           |
| Sitzhöhe        | 770 mm                                            |
| Leergewicht     | ca. 73 kg                                         |
| Tankinhalt      | ca. 8,7 Liter (inkl. Reserve)                     |

## Ausstattung und Design
Die Garelli Enduro 40 war am Offroad-Stil orientiert: mit grobstolliger Bereifung, hochgelegtem Auspuff mit Hitzeschutzblech, Motocross-Lenker und weißen Kunststoff-Radabdeckungen. 
Es existierten mindestens zwei Hauptfarbvarianten:
- roter Rahmen mit weißem Tank und weißen Werkzeugkästen
- schwarzer Rahmen mit rotem Tank und roten Werkzeugkästen